# Șindrilari
Șindrilari – wieś w Rumunii, w okręgu Vrancea, w gminie Reghiu. W 2011 roku liczyła 1139
mieszkańców